# Parcul Circul de Stat

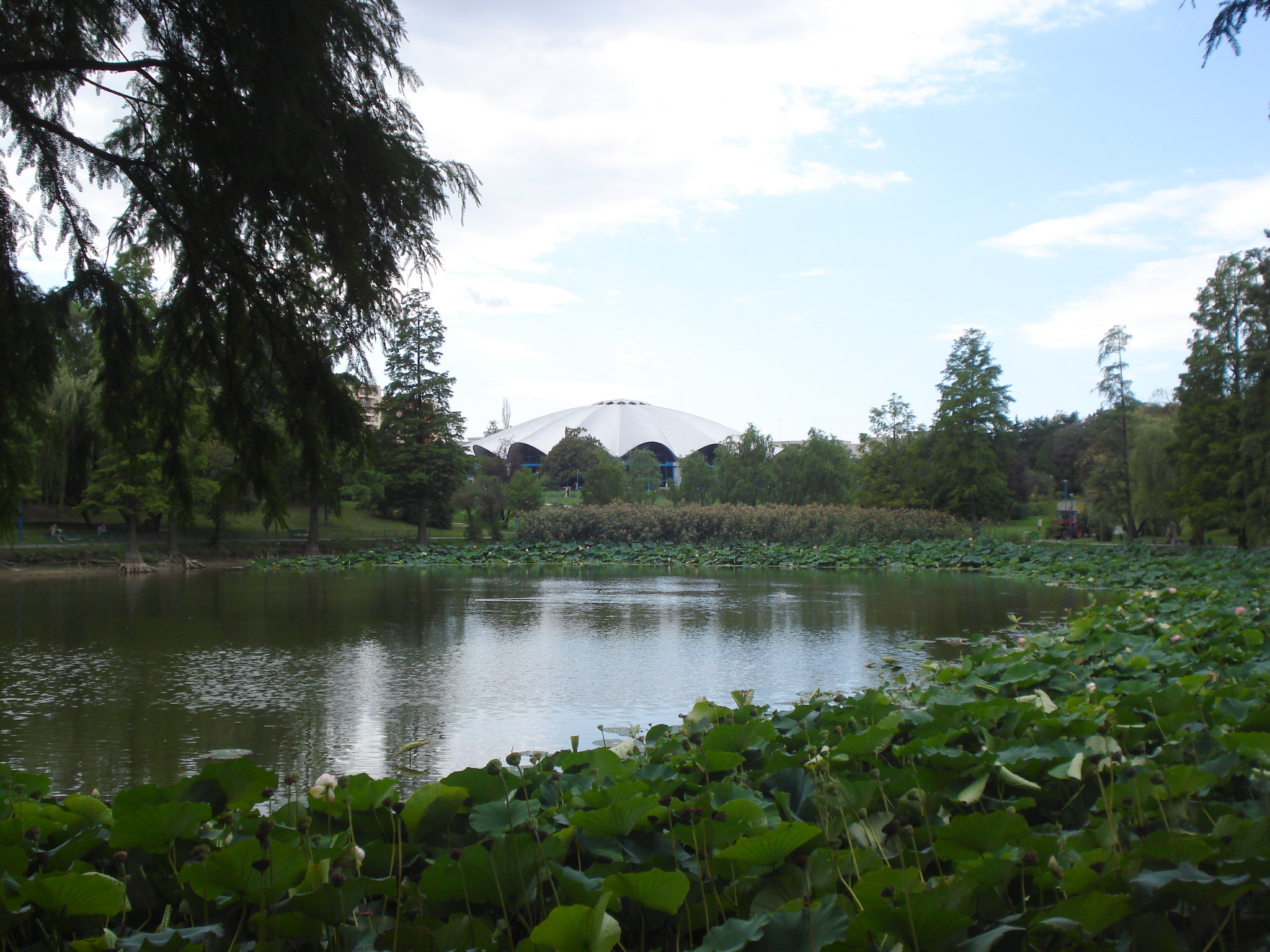
Parcul Circul de Stat

Parcul Circul de Stat este un parc din București, Sectorul 2, în interiorul acestuia este amplasat Circul de Stat din București. Parcul a fost amenajat în anul 1961, pe o suprafață 26 ha, după planurile arhitectului Valentin Donose. 
În mijlocul parcului se află „Lacul cu izvoare naturale”, cu o formă aproape rotundă în plan și cu suprafața de 0,75 ha, lângă malul căruia cresc lotuși egipteni (Nelumbo nucifera) / (Nymphea lotus), floare declarată monument al naturii în anul 1931. Această plantă rară are un stagiu de vegetație care începe în zilele primăverii, se dezvoltă vertiginos acoperind în timpul verii apele lacului cu frunze mari și flori frumos colorate.
O altă atracție a lacului o reprezintă broasca țestoasă de apă europeană (Emys orbicularis), despre care nu se știe cum a ajuns aici, dar care s-a înmulțit considerabil.
Herpetofauna este reprezentată de trei specii de amfibieni și trei specii de reptile.
În ultimii ani, nivelul apei lacului cu lotuși roz a scăzut dramatic, afectând grav fauna locală (pești, rațe sălbatice, broaște țestoase etc.). Cauzele scăderii nivelului apei lacului sunt incerte, dar ar putea fi colmatarea lacului cu reziduuri și argilă sau s-ar putea datora accesului mai dificil la pânza freatică, din cauza secetei.
De la clădirea Circului spre lac pornesc peluze largi care permit circulația în jurul lacului. În interiorul parcului aleile betonate îngăduie plimbări prin vegetația variată și bogată a parcului, care include și specii rare de copaci, precum Ginkgo biloba, platani, chiparoși de baltă. Parcul este înfrumusețat cu unele sculpturi realizate în trunchiurile arborilor și arbuștilor uscați, de către artistul plastic C. Teodorescu.
În ultimii ani a fost realizat un sistem de irigații pentru a întreține flora parcului, au fost plantați peste 20.000 de arbori și arbuști. Administrația lacuri, parcuri și agrement din București, administratorul parcului, a refăcut aleile, și a modernizat întregul sistem de iluminat public din parc. Suma totală investită de Primăria Capitalei pentru modernizarea parcului a fost de aproximativ € 1 milion.
Parcul mai este cunoscut și ca „Parcul Tonola”, pentru că a fost amenajat pe fosta „groapă Tonola”, formată pentru că de acolo s-a excavat argilă pentru fabrica de cărămidă înființată (în 1865) de Max Tonola (care s-a născut la 26 aprilie 1830 la Ingolstadt Bayern și a murit 31 iulie 1885, fiind înmormântat la Cimitirul Bellu Catolic din București), fabrică ce a funcționat în acest loc până înainte de al Doilea Război Mondial.
Fabrica de cărămidă "Tonola (Tonolla)" a fost fondată de germanul Max Tonola în anul 1865, fiind a 2-a, după cea a serdarului Filipescu, fondată în 1857 și care se afla pe Dâmbovița, în zona Elefterie (din cauza așezării pe Dâmbovița și a locației din oraș nu a avut viață lungă). A fost una dintre cele mai longevive fabrici de cărămidă din București, funcționând până în jurul anul 1935. În urma extragerii argilei necesare la fabricare cărămizilor a luat naștere groapa în care se află heleșteul - Lacul Circului (Tonolla).

## Imagini reprezentative

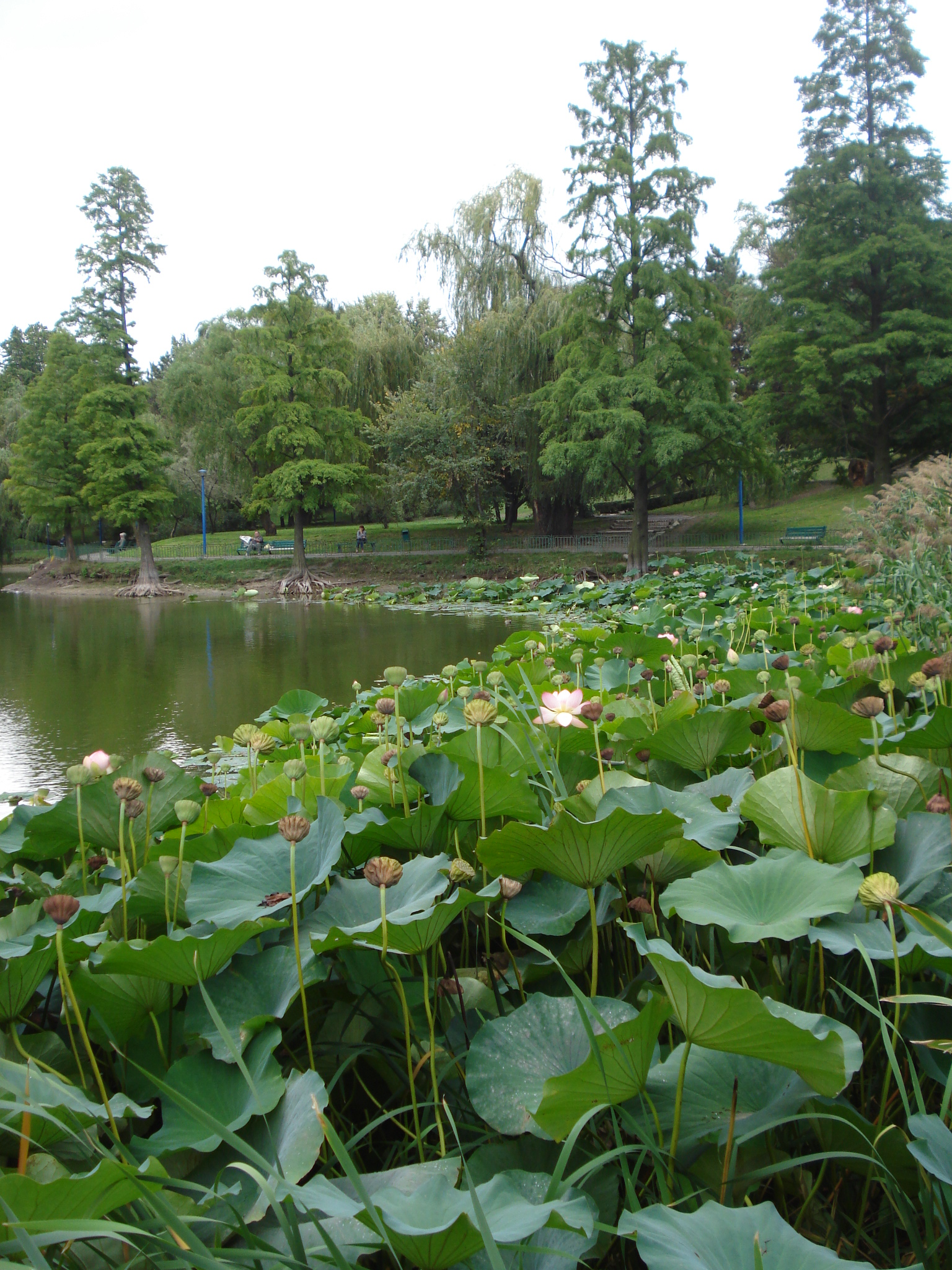
Lacul cu izvoare naturale şi lotuşii egipteni
Broască ţestoasă în lacul din Parcul Circului din Bucureşti
Raţe pe lacul din Parcul Circului din Bucureşti
Pescăruş pe lacul din Parcul Circului din Bucureşti
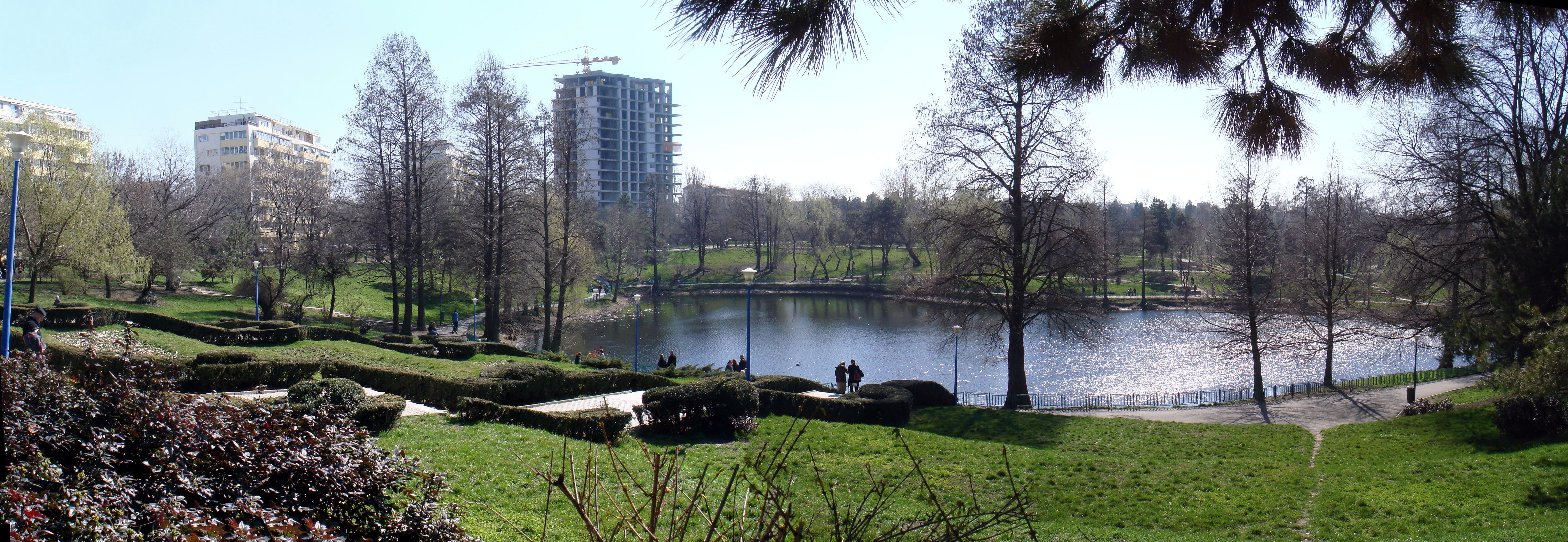
Parcul Circului cu lacul, văzute dinspre intrarea din Bd. Lacul Tei
Lacul din Parcul Circului primăvara, fără vegetaţia acvatic
Sculptură în lemn în Parcul Circului din Bucureşti